# Partitură

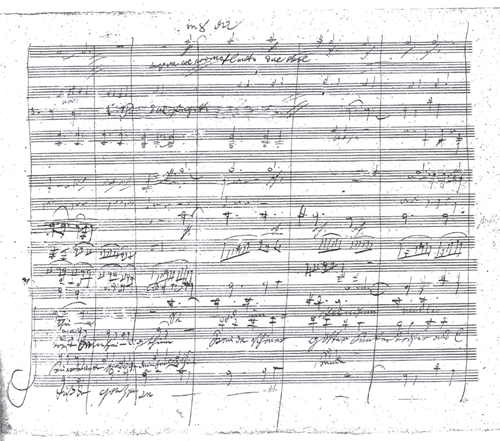
Partitură autografă a Simfoniei Nr. 9 în re minor, op. 125 (4 mvt.), de Ludwig van Beethoven.

O partitură este un document (pe hârtie, pergament, sau în format electronic) care poartă transcrierea unei opere muzicale. Această transcriere poate fi făcută în mai multe feluri de notații (notație neumatică, notație măsurată, notații mai moderne adaptate la muzica contemporană etc.) și servește la traducerea celor patru caracteristici ale sunetului muzical:
- înălțime ;
- durată ;
- intensitate ;
- timbru.

Ca și combinațiile lor chemate să formeze osatura opereri muzicale în desfășurarea sa temporală este, în același timp:
- diacronică (succesiune de momente, care constituie în muzică melodia),
- și sincronică (simultaneitatea sunetelor, adică armonia).[2]

Termenul a devenit, de-a lungul timpului, prin metonimie sinomimul operei muzicale însăși.